# Андре Нері
Андре Нері (фр. André Neury, 3 березня 1921, Женева — 9 травня 2001, Мінузіо) — швейцарський футболіст, що грав на позиції захисника, зокрема, за клуби «Локарно» та «Серветт», а також національну збірну Швейцарії.

## Клубна кар'єра
У футболі дебютував 1939 року виступами за команду «Янг Фелловз».
З 1944 року виступав у складі команди «Ла Шо-де-Фон», в якій провів два сезони. 
Своєю грою за цю команду привернув увагу представників тренерського штабу клубу «Локарно», до складу якого приєднався 1946 року. Відіграв за команду з Локарно наступні п'ять сезонів своєї ігрової кар'єри.
1951 року перейшов до клубу «Серветт», за який відіграв 4 сезони. Завершив професійну кар'єру футболіста виступами за команду «Серветт» у 1955 році.

## Виступи за збірну
1945 року дебютував в офіційних матчах у складі національної збірної Швейцарії. Протягом кар'єри у національній команді провів у її формі 29 матчів.
У складі збірної був учасником чемпіонату світу 1950 року у Бразилії, де зіграв з Югославією (0-3), з Бразилією (2-2) і з Мексикою (2-1) і 1954 року у Швейцарії, де зіграв з Італією (2-1) і (4-1), з Англією (0-2) і у чвертьфіналі з Австрією (5-7).
Помер 9 травня 2001 року на 81-му році життя.